# Ben Miller
Pour les articles homonymes, voir Miller.
Ne doit pas être confondu avec Ben Stiller.
Ben Miller est un humoriste, acteur et réalisateur britannique né le 24 février 1966 à Londres (Royaume-Uni).
Après avoir commencé un doctorat en physique quantique à l'université de Cambridge, il décide finalement de se tourner vers la comédie en 1991. Il forme alors un duo comique avec Alexander Armstrong et les deux amis deviennent connus, notamment grâce à leurs émissions à sketchs Armstrong and Miller (en) de 1997 à 2001, et The Armstrong and Miller Show (en) de 2007 à 2010. Il apparait également seul dans des rôles principaux de séries télévisées : il joue Sir James Peregrine Lester dans Nick Cutter et les Portes du temps de 2007 à 2011, et incarne l'inspecteur Richard Poole dans Meurtres au paradis de 2011 à 2014.

## Biographie

### Enfance et formation
Ben Miller est né au St Bartholomew's Hospital de Londres. Son père, Michael, est conférencier en littérature américaine à la University of Central England de Birmingham, dans les Midlands de l'Ouest, et sa mère, Marion, est professeur d'anglais au Dane Bank Tertiary College de Crewe, dans le Cheshire. Après avoir vécu à Portsmouth, dans le comté du Hampshire, sa famille déménage à Nantwich, dans le Cheshire. Il a deux sœurs : Bronwen et Leah. Il découvrira plus tard que son grand-père était un artiste qui jouait dans le music-hall.
Après avoir obtenu ses O-level et A-level à la Malbank School and Sixth Form College (en) de Nantwich, il prend une année sabbatique à étudier la littérature américaine au Chaffey College (en) de Rancho Cucamonga, en Californie aux États-Unis. En 1985, il revient en Angleterre étudier au St Catharine's College de l'université de Cambridge, dont il sort diplômé en physique. Il entame ensuite son doctorat (PhD) en physique quantique au laboratoire Cavendish de la même université, sous la direction du physicien Michael Pepper. Sa thèse s'intitule : « Novel Quantum Effects In Quasi-Zero-Dimensional Electron Systems ».

### Changement de carrière
Parallèlement à son parcours universitaire, il joue dans plusieurs pièces de théâtre, et est membre du Cambridge Footlights, le club de théâtre amateur de l'université. Finalement, après avoir joué dans la pièce Trench Kiss d'Arthur Smith (en), il décide d’arrêter ses études en 1991 pour devenir comédien. Ses parents essaient de le faire changer d'avis, sans succès. Les débuts sont durs, et il doit dormir chez des amis et se contenter de peu pour se nourrir.
Il se met à écrire des blagues pour les week-ends de BBC Radio 4, et apparait dans des comedy clubs londoniens. Il commence à s'intéresser à la vie de l'ancien présentateur de télévision star John Noakes (en), et finit par le rencontrer à Majorque en 1992. Il en tire son premier one-man show intitulé Gone With Noakes, qu'il joue d'août à septembre 1992 au Pleasance Theatre d'Édimbourg dans le cadre de l'Edinburgh Festival Fringe, un festival artistique « off » se déroulant en marge du Festival international d'Édimbourg. Il gagne le prix Perrier Comedy Award (en) pour son spectacle.

### Le duo «Armstrong and Miller»

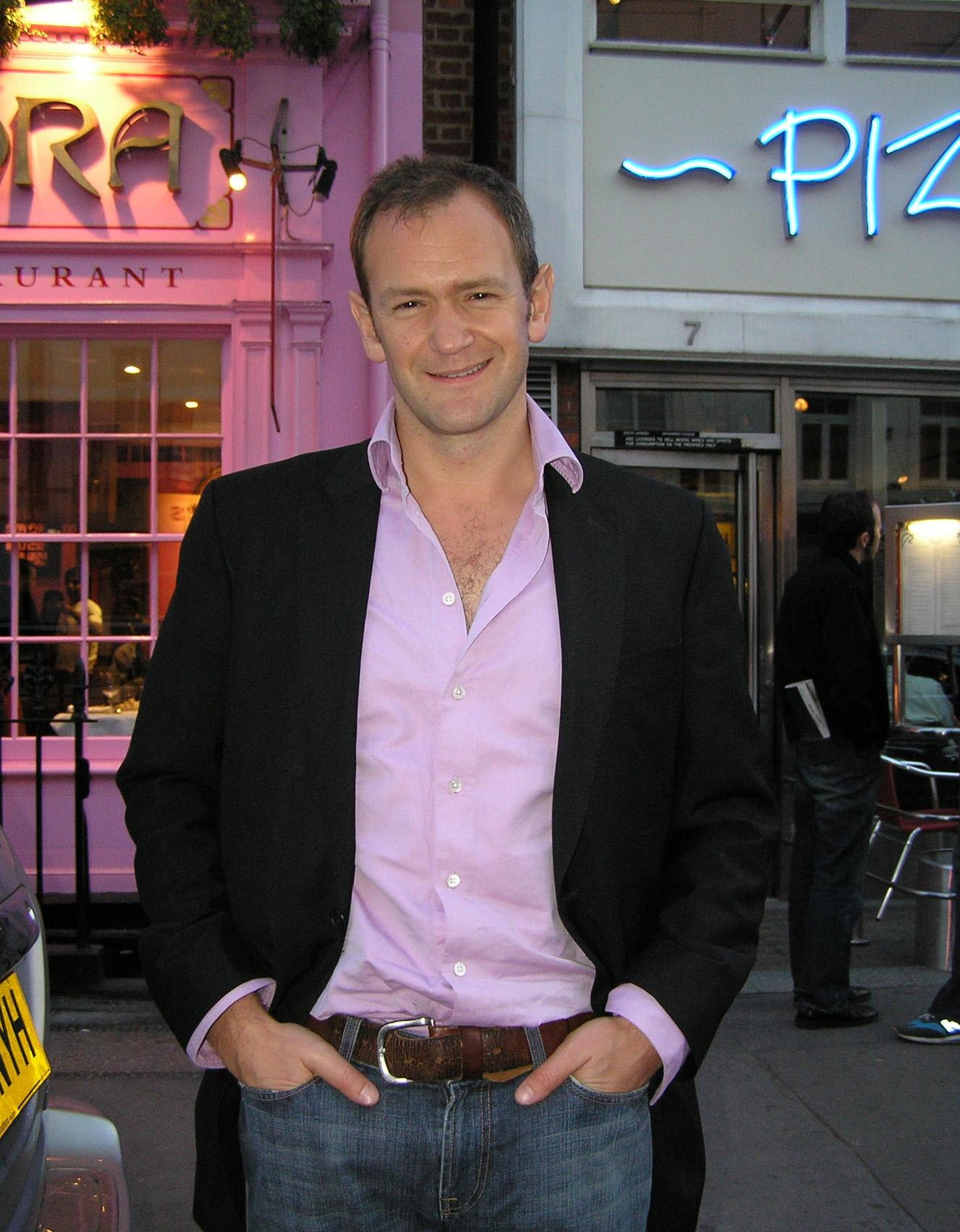
Alexander Armstrong, pendant du duo « Armstrong and Miller ».

En 1992, Ben Miller rencontre Alexander Armstrong, un ancien de son université, par l'intermédiaire de son colocataire, Jez Butterworth. Les deux comédiens s'étaient déjà croisés deux ans plus tôt au club de théâtre de l'université de Cambridge. Rapidement, les deux amis forment un duo comique qui deviendra l'un des plus célèbres de Grande-Bretagne. Ils se produisent pour la première fois en 1993 au Gate Theatre (en), dans le quartier de Notting Hill à Londres.
En 1994, le nouveau duo « Armstrong and Miller » joue son premier vrai spectacle à l'Edinburgh Festival Fringe, mais cela s'avère un véritable échec. Un critique ira jusqu'à dire qu'« ils ont inventé une nouvelle forme d'humour : une qui n'est pas drôle ». Pas découragés, ils font leur retour en 1996, et cette fois-ci sont nommés pour le Perrier Comedy Award (en). Par la suite, ils sont invités dans plusieurs émissions télévisées telle que French and Saunders, mais c'est dans Saturday Live (en) sur Channel 4 qu'ils se font remarquer.
De 1997 à 2001, ils dirigent leur propre émission de divertissement à sketchs, Armstrong and Miller (en), dont la première saison est diffusée sur Paramount Comedy Channel (en) et les trois suivantes sur Channel 4. Parallèlement, en 1998, ils apparaissent dans deux programmes radio diffusés sur BBC Radio 4 : Armstrong and Miller (en) en mars et The Children's Hour (en) en décembre. Ils reviennent à la télévision de 2007 à 2010 dans une seconde émission sur BBC One, The Armstrong and Miller Show (en), et gagnent le British Academy Television Award de la meilleure série comique lors de la cérémonie de 2010.

### Carrière solo
Ben Miller fait sa première apparition à la télévision en 1991 dans un épisode de la série Murder Most Horrid (en). Il apparait comme invité dans plusieurs séries telles que Les Aventures du jeune Indiana Jones en 1993, Casualty en 1995, Miss Marple en 2004 ou Doc Martin (en) en 2004 et 2005.
En 1999, il joue son premier film au cinéma dans Guns 1748 de Jake Scott. En 2003, il interprète Bough dans Johnny English de Peter Howitt, aux côtés de Rowan Atkinson. L'année suivante, il apparait dans le rôle de Søren dans Le Prince et Moi de Martha Coolidge, aux côtés de Julia Stiles.
Il se lance également dans la réalisation et sort son premier court-métrage, Starry Night, en 2005, avec Miranda Richardson dans le rôle principal. En 2010, il réalise un deuxième film, Huge, mettant notamment en scène Noel Clarke.
De 2007 à 2011, il incarne Sir James Peregrine Lester, un des rôles principaux de la série Nick Cutter et les Portes du temps (Primeval) d'ITV1. En 2011, il obtient le rôle de l'inspecteur (DI) Richard Poole dans la série franco-britannique Meurtres au paradis de BBC One et France 2. Il quitte la série en 2014, à la fin de la seconde saison, afin de pouvoir passer plus de temps avec son fils nouveau-né. Il est alors remplacé par Kris Marshall.
Ben Miller est également un comédien de théâtre. En 2011, il joue Louis dans la pièce The Ladykillers (en) au Liverpool Playhouse (en), puis au Gielgud Theatre (en) de Londres. Il s'agit d'une adaptation par Graham Linehan du film Tueurs de dames d'Alexander Mackendrick sorti en 1955. En 2013, il endosse le costume du député Robert Houston dans la pièce de théâtre The Duck House (en) de Dan Patterson (en) et Colin Swash, qui se base sur le scandale des dépenses du Parlement du Royaume-Uni de 2009. La pièce est d'abord jouée à l'Yvonne Arnaud Theatre (en) de Guildford, puis au Vaudeville Theatre (en) de Londres.
En 2012, il écrit son premier livre, It's Not Rocket Science, qui présente des faits scientifiques marquants sous un œil plus divertissant. Il retrouve ainsi les sujets qu'il a longtemps étudié lors de sa formation universitaire.

### Vie privée
Lors de ses études universitaires, il est sorti avec la future actrice Rachel Weisz.
Il a été marié à l'actrice Belinda Stewart-Wilson (en), avec qui il a eu un fils, Jackson dit Sonny, en 2006. Ils se séparent en 2009 et divorcent en 2011. Il est désormais dans une relation avec Jessica Parker, une productrice, avec qui il a un enfant, Harrison, en 2011. Ils se marient en 2013,,.

## Filmographie

### Comme acteur

#### Cinéma
- 1999 : Guns 1748 de Jake Scott : Dixon
- 2000 : The Blind Date (nl) de Nigel Douglas : Joe Maxwell
- 2000 : Jimmy Grimble de John Hay (en) : Johnny Two Dogs, le tatoué
- 2000 : You Can't Dance, court-métrage de David Freeman
- 2001 : Tip of My Tongue, court-métrage de Tom Tyrwhitt : Dave
- 2001 : The Parole Officer de John Duigan : Colin
- 2001 : Nadia de Jez Butterworth : Concierge
- 2003 : Johnny English de Peter Howitt : Bough
- 2003 : Les Acteurs de Conor McPherson : Clive
- 2004 : Le Prince et Moi de Martha Coolidge : Søren
- 2005 : Starry Night, court-métrage de Ben Miller
- 2007 : Dancing Queens (en) (Razzle Dazzle: A Journey into Dance) de Darren Ashton : M. Jonathon
- 2009 : Dans la tourmente (Within the Whirlwind) de Marleen Gorris : Krasny
- 2009 : The Key Party de Jake Cooper : Mark
- 2010 : 4.3.2.1 de Noel Clarke et Mark Davis : M. Phillips
- 2011 : The Engagement de John Duigan : Barman
- 2014 : Ce week-end-là... (What We Did on Our Holiday) d'Andy Hamilton et Guy Jenkin (en) : Gavin McLeod
- 2015 : Molly Moon: The Incredible Hypnotist (en) : M. Alabaster
- 2017 : Paddington 2 de Paul King : colonel Lancaster
- 2018 : L'Extraordinaire Voyage du fakir de Ken Scott : officier Smith
- 2018 : Johnny English contre-attaque (Johnny English Strikes Again) : Jeremy Bough
- 2024 : Paddington au Pérou (Paddington in Peru) de Dougal Wilson : colonel Lancaster

#### Télévision

##### Téléfilms
- 1995 : Sardines de Charlie Hanson (en) : Simon
- 1999 : Hunting Venus (en) de Martin Clunes (en) : Gavin
- 1999 : Passion Killers (en) de David Evans : Nick
- 1999 : Coming Soon d'Annie Griffin (en) : Ben
- 2000 : Cinderella de Liddy Oldroyd : Dandini
- 2002 : Surrealissimo: The Scandalous Success of Salvador Dali de Richard Curson Smith : Yoyotte
- 2002 : Jeffrey Archer: The Truth (en) de Guy Jenkin (en) : Roland Moxley-Nemesis
- 2005 : Malice Aforethought (en) de David Blair : Dr Edmund Bickleigh
- 2014 : The Incredible Adventures of Professor Branestawm de Sandy Johnson (en) : M. Bullimore
- 2015 : Comic Relief : Monkey's Monumental Mission de Michael Sugarman : Le singe (voix)

##### Séries télévisées
- 1991 : Murder Most Horrid (en) : P.C. Watkins (épisode 1.03 : He Died a Death)
- 1993 : French and Saunders (épisode 4.02 : The Silence of the Lambs)
- 1993 : Les Aventures du jeune Indiana Jones : Officier français (épisode 2.24 : Palestine, octobre 1917)
- 1993 : Mr Don & Mr George (en) : Client (épisode 4 : You've Eaten My Future)
- 1993 : Paul Merton: The Series (en) : Divers rôles (6 épisodes)
- 1995 : Casualty : Daniel Murdoch (épisode 9.18 : Trials and Tribulations)
- 1995 : Look at the State We're In! (mini-série) : Marty
- 1997 : The Jack Docherty Show (en) : Divers rôles
- 1997 - 2001 : Armstrong and Miller (en) : Divers rôles
- 2001 : Dr. Terrible's House of Horrible (en) de Graham Duff (en) : Rebenor (épisode 4 : Lesbian Vampire Lovers of Lust)
- 2002 : The Book Group (en) : Martin Logan (épisodes 1.04 et 1.05)
- 2004 : Miss Marple : Basil Blake (épisode 1.01 : Un cadavre dans la bibliothèque)
- 2004 - 2005 : Doc Martin (en) : Stewart James (épisodes 1.04, 2.07 et 10.03)
- 2004 - 2006 : La Pire Semaine de ma vie : Howard Steel
- 2006 : Popetown (série d'animation) : Le prêtre (voix)
- 2006 : Saxondale (en) : Bernard Langley (épisode 1.06)
- 2007 - 2010 : The Armstrong and Miller Show (en) : Divers rôles
- 2007 - 2011 : Nick Cutter et les Portes du temps : Sir James Peregrine Lester
- 2008 : Moving Wallpaper: The Mole : Jonathan Pope (épisode 1.10 et 1.12)
- 2008 - 2009 : Moving Wallpaper (en) : Jonathan Pope
- 2009 : The Catherine Tate Show (en) : Fantôme du Noël passé (1 épisode)
- 2011 : Episodes : Ben Miller (épisode 1.01)
- 2011 : Comedy Showcase (en) : Felix (épisode Felix & Murdo)
- 2011 - 2014 et 2021 : Meurtres au paradis : Inspecteur Richard Poole (saisons 1 et 2 et 10)
- 2014 : This Is Jinsy : Chef comptable / Berpetta (épisode 2.02 : Acco!)
- 2014 : Doctor Who : Shérif de Nottingham (épisode 8.03 : Robot des Bois)
- 2015 : Asylum (en) (mini-série) : Daniel Hern
- 2015 : Horrible Histories (en) : Roi John (épisode spécial : Crooked King John and Magna Carta)
- 2016 : I Want My Wife Back (en) : Murray (role principal)
- 2020 : La Chronique des Bridgerton : Lord Featherington
- 2021 - : Professeur T. (en) : Le professeur Jasper Tempest (rôle principal)
- 2022 : Suspect : Richard

### Comme réalisateur
- 2005 : Starry Night, court-métrage
- 2006 : Saxondale (en) (série télévisée, épisode 1.01)
- 2010 : Huge

## Théâtre
- 2011 : The Ladykillers (en), adaptation du film Tueurs de dames d'Alexander Mackendrick (1955) par Graham Linehan : Louis (Liverpool Playhouse (en), puis Gielgud Theatre (en))
- 2013 - 2014 : The Duck House (en) de Dan Patterson (en) et Colin Swash : Député Robert Houston (Yvonne Arnaud Theatre (en) à Guildford, puis Vaudeville Theatre (en) à Londres)

## Doublage
- 2009 : Primeval Evolved (en), jeu en ligne tirée de la série Nick Cutter et les Portes du temps : Sir James Peregrine Lester

## Distinctions

### Récompenses
- BAFTA 2010 : Meilleure série comique pour The Armstrong and Miller Show (en)[13]

### Nominations
- BAFTA 2008 : Meilleure série comique pour The Armstrong and Miller Show (en)
- British Comedy Awards 2010 : Meilleure émission à sketchs pour The Armstrong and Miller Show (en)